# Passa e Fica
Passa e Fica est une municipalité brésilienne située dans l'État du Rio Grande do Norte.